# Andimachia (Stadtbezirk)
Andimachia (griechisch Πυλί (n. sg.)) ist ein Stadtbezirk auf der griechischen Insel und Gemeinde Kos in der Region Südliche Ägäis mit 2538 Einwohnern (2011). Der 54.000 km² große Stadtbezirk Andimachia (Δημοτική Κοινότητα Αντιμαχείας Dimotikí Kinótita Andimachías) besteht aus der Kleinstadt Andimachia sowie dem Hafenort Mastichari.

## Lage
Der Stadtbezirk Andimachia erstreckt sich im Nordwesten von Kos über 53,197 km². Benachbarte Stadtbezirke sind im Osten Pyli, im Südosten und Süden Kardamena sowie Kefalos im Westen.

## Verwaltungsgliederung und Bevölkerungsentwicklung
Unter der Bezeichnung Antímachia verzeichneten die statistischen Angaben während der italienischen Zeit für die damalige Gemeinde 1836 Einwohner im Jahr 1921, 1998 Einwohner für 1931 und 2173 Einwohner für das Jahr 1936.
Nach dem Anschluss des Dodekanes an Griechenland 1948 wurde die Landgemeinde Andimachia (Κοινότητα Αντιμαχείας Kinótita Andimachías) mit dem Verwaltungssitz Andimachia und dem Küstenort Mastichari gegründet. Mit der Gebietsreform 1997 erfolgte der Zusammenschluss mit den Landgemeinden Kardamena und Kefalos zur damaligen Gemeinde Iraklidis. Diese wiederum ging mit der Umsetzung der Verwaltungsreform 2010 als Gemeindebezirk in der Gemeinde Kos auf, wo Andimachia seither einen von sechs Stadtbezirken bildet.
Einwohnerentwicklung von Andimachia
| Name               | griechischer Name   | Code       | 1947 | 1951 | 1961 | 1971 | 1981 | 1991 | 2001 | 2011 |
| ------------------ | ------------------- | ---------- | ---- | ---- | ---- | ---- | ---- | ---- | ---- | ---- |
| Andimachia (Stadt) | Αντιμάχεια (f. sg.) | 6401030101 | 1870 | 1919 | 1539 | 1264 | 1460 | 2089 | 2205 | 2068 |
| Mastichari         | Μαστιχάρι (n. sg.)  | 6401030102 | 138  | 142  | 181  | 164  | 216  | 303  | 368  | 470  |
| Gesamt             | Gesamt              | 64010301   | 2008 | 2061 | 1720 | 1428 | 1676 | 2392 | 2573 | 2538 |